# بازی آخر بانو
بازی آخر بانو رمانی است از بلقیس سلیمانی، نویسنده و منتقد ادبی معاصر ایرانی. این رمان برندهٔ جایزه ادبی مهرگان و بهترین رمان بخش ویژهٔ جایزه ادبی اصفهان در سال ۱۳۸۵ شده‌است.
رمان‌های «بازی آخر بانو» و «خاله بازی» دو کتاب از یک سه‌گانه در زمینه‌های عشق و روایت و قدرت هستند که داستان آنها در زمان رویدادهای سیاسی - اجتماعی دهه ۱۳۶۰ ایران قرار دارد و نقش اصلی و محوری آنها با زنان است. سلیمانی در این مجموعه رمان‌ها انسان را در موقعیت‌های مختلف و خطیر مانند انسان در موقعیت انتخاب، انسان در موقعیت آزاد، انسان در موقعیت مرگ، یا در موقعیت قتل قرار داده و عکس‌العمل او را بررسی می‌کند.
عنصر «بازی» که در کتابهای دیگر بلقیس سلیمانی نیز به چشم می‌خورد، به گفته او مفهومی است که «به مفهوم جعل نزدیک است و جای بزرگی در زندگی دارد. انسان‌ها در هر زمان و موقعیتی نقشی بازی می‌کنند یا وادار به بازی نقشی می‌شوند که بر حسب شرایط سخت تغییر می‌کند.»
بازی آخر بانو روایت داستان زندگی پرمانع دختری روستایی به نام «گل بانو» است که قصد دارد وارد دانشگاه شود و سرنوشتی را که جامعه، روستا و مادر سرایدار مدرسه و مرده‌شویش برای وی پیش‌بینی می‌کنند تغییر دهد. او در طی زندگی خود عاشق می‌شود، خواستگاران را رد می‌کند، تن به ازدواجی می‌دهد که منجر به طلاق می‌شود و کودکش توسط شوهر سابق ربوده می‌شود، و تجربه‌های گوناگونی را پشت سر می‌گذارد. 
در این رمان تیپ‌های مختلف دهه ۱۳۶۰ ایران نقش دارند: روشنفکر، مبارز سیاسی چپ، کارگزار سیاسی دولت جمهوری اسلامی، حاجی بازاری، زن بی‌پناه سرگردان و جوانان خلاق و علاقمند به ادبیات.
سبک خاص روایت داستان که در انتها مشخص می‌شود تجربهٔ داستان‌نویسی یک هنرجوی کارگاه داستان‌نویسیِ راوی است، آزادی عمل بیشتری به نویسنده داده‌است و داستان را در فضایی از شک، حدس و عدم ثبات قرار داده‌است.